# علی بن حسن باخرزی
علی بن حسن باخَرْزی با کُنیهٔ ابوالقاسم یا ابوالحسن (؟ - ۱۰۷۵) (نسب: علی بن حسن بن علی ابن ابی‌طیّب باخرزی)، شاعر ادیب و نویسندهٔ عربی ایرانی در سدهٔ پنجم هجری بود که از برای اثرش دُمْیَةُ القَصْر شهرت فراگیر یافت؛ اثری پیوستهٔ یتیمة الدهر از ابومنصور ثعالبی نیشابوری.
این کتاب، به تقلید یتیمة الدهر ثعالبی (درگذشته ۴۲۹) نوشته شده، در واقع ذیلی است بر آن، چنان‌که خریدة القصر عمادالدین کاتب اصفهانی (درگذشته ۵۹۷) نیز ذیلی است بر دمیةالقصر.
«باخرزی در جوانی کاتب سلطان رکن‌الدین طغرل سلجوقی بود لیکن انزوا اختیار کرد و دست از کار بکشید و 'روز و شب با حریفان اهل و ظریفان به افضل به معاقرت عقار و معاشقت دلدار مشغول شد…»
در لغت‌نامه دهخدا دربارهٔ او آمده‌است: او در جوانی مشتغل بفقه مذهب امام شافعی و تلمیذ شیخ ابومحمد الجوینی والد امام الحرمین بود. پس شروع بفن کتابت کرد و بدیوان رسائل راه یافت و در صروف دهر نشیب و فراز بسیار دید و در سفر و حضر بعجایب روزگار آشنا گشت و جنبهٔ ادب او بر فقاهت بچربید و بعربیت و شعر مشهور گشت و دیوان شعر او مجلدی بزرگ است و کتاب دمیةُالقصر و عصرة اهل العصر تصنیف کرد و آن ذیل یتیمهٔ ثعالبی است در ترجمهٔ حال عده‌ای کثیر از ادبا و شعرا و جز آن. و ابوالحسن علی بن زید البیهقی را بر کتاب او ذیلی است مسمی به وشاح الدمیه و او در مجلس اُنسی به سال ۴۶۷ هَ.ق. در باخرز کشته شد و خونش هدر و پایمال گشت.